# Gamelan gong gede
Gamelan gong gede, que traduït seria "gamelan amb grans gongs", és una forma de música de gamelan cerimonial de Bali, pròpia de societat cortesana dels segles XV i XVI, associada històricament a cerimònies públiques i festivals del temple.
Habitualment el gamelan gong gede del temple està constituït per més de quaranta músics. La música és tranquila i elegant, i porta un tempo proper a l'andante. Fluctua entre cicles ràpids i lents, i entre forts i suaus. El gong més gran en determina la pulsació.
Els holandesos van dissoldre les corts durant la seva colonització de Bali a finals del segle xix. Des d'aquell moment, l'ús d'aquest tipus de gamelan va quedar limitat a música de temple. Més endavant va ser superat en popularitat pel gong kebyar, un tipus de gamelan amb tempos més ràpids constituït per gongs més petits, que s'havia originat a pobles balinesos a finals del segle xix i que es va fer àmpliament popular en els anys vint i trenta.